# Зелена мамба
 Західна зелена мамба (Dendroaspis viridis) — довга, тонка, отруйна змія з роду мамба родини Аспідові. Інша назва- західна мамба. Живе переважно в прибережних тропічних лісах, у чагарниках і лісистих регіонах західної Африки . Деякі вважають цей вид не особливо агресивною змією, але інші припускають, що вони надзвичайно нервові та схильні до агресивних нападів, коли їх загнали в кут. Конфлікти з людьми є низькими порівняно з деякими іншими видами, як-от чорна мамба (Dendroaspis polylepis), яка нерідко любить нападати першою. Найбільш близькими видами зеленої мамби є вузькоголова (Dendroaspis angusticeps) та чорна мамби. Зазвичай розміри особин цього виду становлять приблизно 1,8 — 2,4 м, причому самці за розмірами та масою є меншими від самок.

## Опис
Західна зелена мамба — велика змія зі злегка стислим і дуже тонким тілом із звуженим хвостом від середнього до довгого. Загальна довжина дорослих самців становить приблизно 1,8 метра (5 футів 11 дюймів), а самки — 2,0 метра (6 футів 7 дюймів). Довжина цього виду рідко перевищує 2,5 метри (8 футів 2 дюйми). Загалом загальна довжина в 4–4,3 рази перевищує довжину хвоста. Голова вузька, подовжена, плавно переходить у тулуб. Коли змія тримає шию вертикально в повітрі, шия може дещо ущільнитися, проте капюшон, як у кобр, не розвинений. Зіниці округлої форми, райдужна оболонка буро-жовта. Луска гладка. Забарвлення тулуба зеленого, смарагдово—зеленого, зеленувато—жовтого, оливково—зеленого кольору з темними облямовками луски. Верхня частина тулуба яскрава від жовтувато-зеленої до зеленої з жовтими передніми облямівками лусочок. Нерідко зустрічаються змії, у яких задня частина тулуба та хвіст майже повністю жовті. Нарешті, у деяких екземплярів лусочки облямовані чорним сітчастим ромбоподібним малюнком. Ділянки чорної шкіри в проміжках між лусочками особливо добре розвинені на голові та хвості. Верхня частина голови пофарбована або так само, як передня частина тулуба, або трохи темніша. Нижня частина голови, горло, черево і підхвість блідо-жовті або жовтувато-зелені.

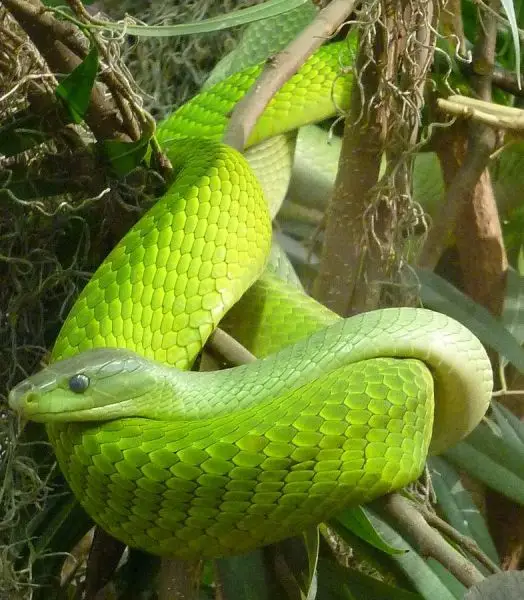
Західна зелена мамба

Характеристика лускатого покриву виглядає наступним чином: навколо середини тулуба 11-15, черевних 210—242, підхвостових 105—125 парних, верхньогубних 7-8, нижньогубних 11-13, скроневих 2+2 (іноді 2+) передочкових 2-3, заочних 3-4 лусочок. Анальний щиток поділено.

## Розповсюдження
Західна зелена мамба поширена на території Західної Африки від Гамбії та південного Сенегалу до Беніну, включаючи країни (із заходу на схід): Гвінею-Бісау, Гвінею, Сьєрра-Леоне, Ліберію, Кот-д'Івуар (Берег Слонової Кістки), Гану та Того . Вид поширений у Того, зустрічається на півночі аж до заповідника дикої природи Аледжо, хоча теоретично його можна знайти в лісах Саракава та Джамде в регіоні Кара . Записи з Нігерії сумнівні, а звіти з Центральноафриканської Республіки, швидше за все, є помилковою ідентифікацією мамби Джеймсона.
Західні зелені мамби живуть переважно в прибережних тропічних лісах, чагарниках і лісистих регіонах західної Африки. Більшість записів про західну зелену мамбу походять із суцільного лісу, але записи в Гамбії та Гвінеї-Бісау взяті з ізольованих лісів. Вид зберігається в місцях, де деревне покриття було видалено, за умови, що залишилося достатньо живоплотів і заростей. Зустрічається в деяких зелених передмістях і містах, а також у парках. Він здебільшого приурочений до областей, де кількість опадів перевищує 1500 міліметрів (60 дюймів). У Того, однак, його ареал поширюється на більш сухі відкриті ліси на півночі, гвінейські савани на заході та прибережну зону.

## Отрута
Всесвітня організація охорони здоров'я класифікує західну зелену мамбу як змію, що має медичне значення в західній Африці на південь від Сахари, хоча укуси цього виду рідкісні, оскільки змію рідко зустрічають. Після укусу симптоми починають швидко проявлятися, зазвичай протягом перших 15 хвилин або менше. Надзвичайна швидкість, з якою отрута поширюється по тканинах і викликає швидкі прояви небезпечних для життя симптомів, унікальна для мамби. Загальні симптоми укусу західної зеленої мамби включають місцевий біль і набряк, хоча також може бути місцевий некроз, атаксія, головний біль, сонливість, утруднене дихання, запаморочення, гіпотонія (низький кров'яний тиск), діарея і, зрештою, параліч. Якщо не лікувати укус, нові та більш серйозні симптоми швидко прогресують. Всі симптоми посилюються, і жертва в кінцевому підсумку помирає внаслідок задухи в результаті паралічу дихальних м'язів. Укуси з отруєнням можуть швидко призвести до летального результату, що може бути можливим через 30 хвилин.
Подібно до отрути більшості інших мамб, отрута західної зеленої мамби містить переважно токсини трьох пальців. Винятком є чорна мамба, в отруті якої також відсутній потужний альфа-нейротоксин . Вважається, що це може відображати перевагу здобичі цього виду — дрібних ссавців для чорної мамби, що переважно живе на суші, проти птахів для інших переважно деревних мамб. На відміну від багатьох видів змій, отрута мамби містить мало фосфоліпази А2 . Загалом, отрута західної зеленої мамби є сильнішою, ніж отрута східної зеленої мамби, подібна або трохи менша, ніж у мамби Джеймсона, і набагато слабша, ніж у чорної мамби.
Отрута складається в основному з пресинаптичних і постсинаптичних нейротоксинів, кардіотоксинів і фасцікулінів . Токсичність отрути може сильно відрізнятися залежно від різних факторів, включаючи дієту, географічне розташування, вікові зміни та інші фактори. SC та IV LD 50 для цього виду становить 0,79 мг/кг та 0,71 мг/кг відповідно (Christensen and Anderson (1967)). В одному дослідженні встановлено, що LD 50 отрути, введеної мишам внутрішньочеревно (IP), становила 0,33 мг/кг. В іншому тесті з використанням мишей, яким вводили отруту західної зеленої мамби внутрішньоочеревинним (IP) шляхом, LD 50 становила 0,045 мг/кг. Повідомлялося про іншу експериментальну токсичність IV LD 50 0,5 мг/кг із середнім виходом вологої отрути 100 мг. Як і інші види мамби, отрута західної зеленої мамби є однією з найбільш швидкодіючих отрут змій.

## Харчування
Західна зелена мамба зазвичай полює на деревах, хоча може також полювати на землі. Полює на птахів і дрібних ссавців, включаючи гризунів, землерийок, білок. Не відмовляється також і від кажанів.

## Поведінка
Веде в основному дерев'яний спосіб життя. На землю спускається рідко, якщо є потреба з'їсти здобич. Активна частіше у світлий час доби, іноді виповзає на полювання вночі. У вільний від видобутку їжі час ховається в густій кроні, де малопомітна на тлі листя. Дуже рухлива та швидка змія. Контактів з людиною уникає, при зустрічі воліє врятуватися втечею на дереві або в кущах. Застигнута зненацька, поводиться агресивно: голосно шипить і робить неодноразові випади у бік прибульця, використовуючи отруйні зуби.